# Zamia tolimensis
Zamia tolimensis — вид саговникоподібних з родини замієвих (Zamiaceae). Місцем проживання цього виду є Колумбія (Толіма).